# Solomon Kwambe
Solomon Sesugh Kwambe (ur. 30 września 1993) – nigeryjski piłkarz grający na pozycji środkowego obrońcy. Od 2016 jest zawodnikiem klubu Lobi Stars.

## Kariera klubowa
Swoją karierę piłkarską Kwambe rozpoczął w klubie Plateau United. W 2009 roku awansował do kadry pierwszego zespołu i wtedy też zadebiutował w jego barwach w nigeryjskiej Premier League. W 2012 roku odszedł do Sunshine Stars, w którym grał do połowy 2015 roku. Wtedy też odszedł do Warri Wolves. Z kolei w 2016 roku trafił do Lobi Stars.

## Kariera reprezentacyjna
W reprezentacji Nigerii Kwambe zadebiutował 15 sierpnia 2012 w zremisowanym 0:0 towarzyskim meczu z Nigrem, rozegranym w Niamey. W 2013 roku został powołany do kadry na Puchar Konfederacji 2013, na którym nie wystąpił w żadnym meczu.